# Vila Pedroso
Vila Pedroso é um bairro da cidade brasileira de Goiânia, localizado na região leste do município.
O bairro foi fundado por Juvenal José Pedroso, anterior proprietário das terras da região, que foram loteadas ainda durante a década de 1950. No entanto, a Vila Pedroso foi pouco povoada até meados da década de 1980. Um dos principais empecilhos estava diretamente relacionado à distância do bairro em relação ao centro da cidade. No entanto, a partir da década de 1990, a região começou a se desenvolver.
Segundo dados do Instituto Brasileiro de Geografia e Estatística (IBGE), divulgados pela prefeitura, no Censo 2010 a população da Vila Pedroso era de 5 958 pessoas.